# Phthersigena melania
Phthersigena melania es una especie de mantis de la familia Amorphoscelidae.

## Distribución geográfica
Se encuentra en Australia.